# جو ای.راس
جو ای.راس (به انگلیسی: Joe E. Ross) (زاده ۱۵ مارس ۱۹۱۴-درگذشته ۱۳ اوت ۱۹۸۲ ) بازیگر آمریکایی بود.
از فیلم‌های معروف او می‌توان به بازی در فیلم اسکیت‌تاون، ایالات متحده اشاره کرد.